# Николина Николески
Николина Николески (на хърватски: Nikolina Nikoleski, на македонска литературна норма: Николина Николески) е хърватска танцьорка, водеща хореографка и танцьорка в стил бхаратанатям.

## Биография
Родена е в 1976 година в Загреб, тогава в Социалистическа федеративна република Югославия, в семейството на Благой от прилепското село Вранче, който като офицер заминава за Загреб, и Гюрга, хърватка от Загреб. На четири години започва да ходи на гимнастика, където я води майка ѝ. На 13 години се присъединява към Лабанското висше училище за танци и ритмика в Загреб, а по-късно учи в Залцбургската експериментална танцова академия. След това завършва престижното немско училище „Фолкваг Хохшуле Есен“ на световноизвестни съвременни танцьори като Пина Баух и Курт Йос. По-късно заминава за Индия, където шест години изучава танца бхаратанатям, където нейна учителка е известната гуру Сароя Вайдянатан. Установява се в Ню Делхи и става професор по танци в училището на френското посолство в Делхи, „Фадър Агнел Скуул Ню Делхи“. В 2012 година създава „Николина Николески Денс Академи“, където води уроци по съвременен танц, балет и бхаратанатям. Става известна в Индия, Хърватия и Северна Македония, наричана „кралицата на бхаратанатямм“. Участва редовно в в различни международни телевизионни предавания, сред които на индийската телевизия „Дурдаршан“, хърватската телевизия в различни предавания, а също така и в няколко документални филма.